# Totopos

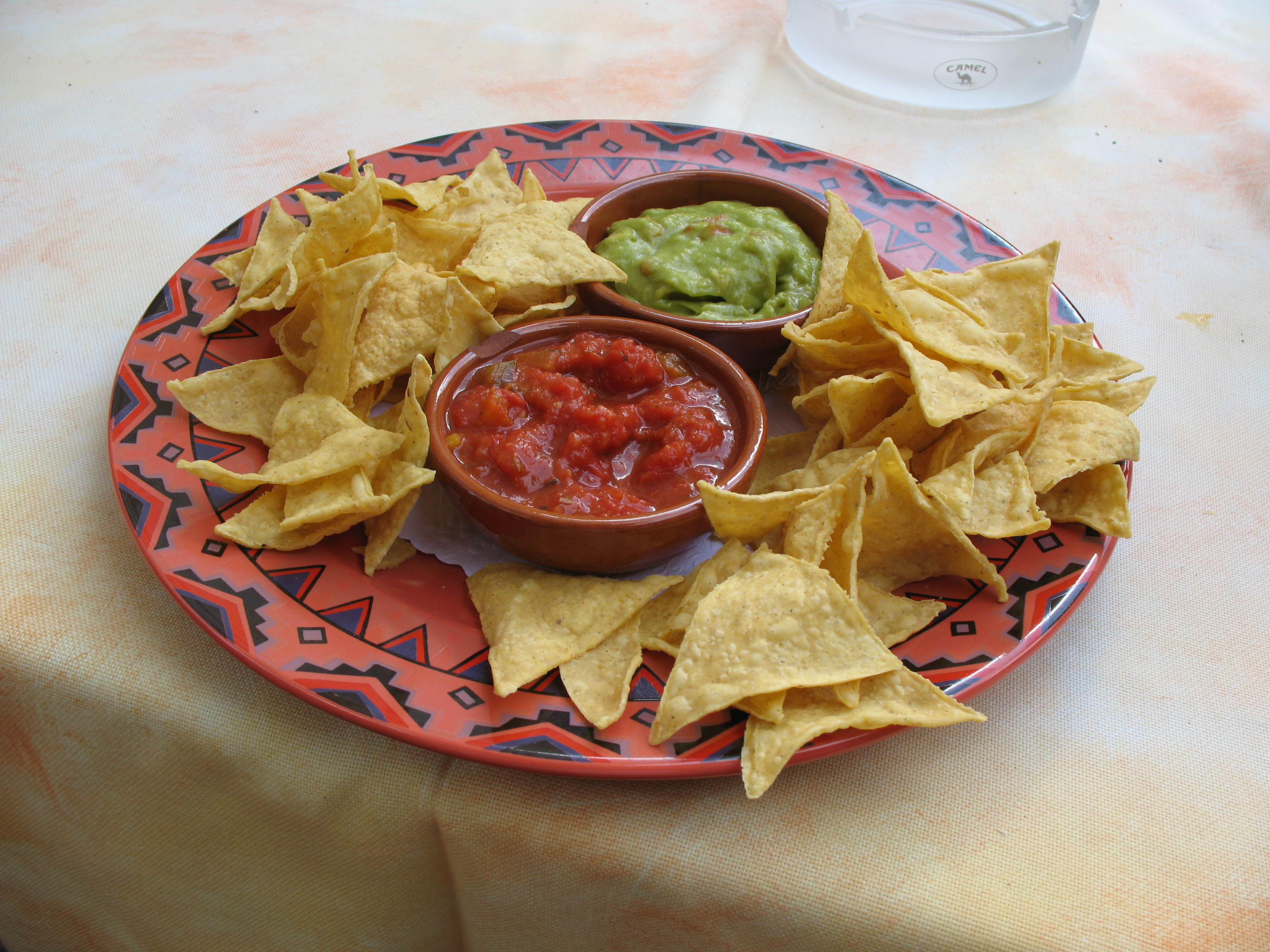
Totopos z guacamole i czerwoną salsą

Totopos – w kuchni meksykańskiej kruche, pieczone lub podsmażane kawałki tortilli, najczęściej w kształcie trójkątów. Podawane zazwyczaj z sosami typu guacamole lub stanowiące składnik zup lub chilaquiles. Popularne zwłaszcza w stanach Oaxaca i Chiapas.